# Frati bigi

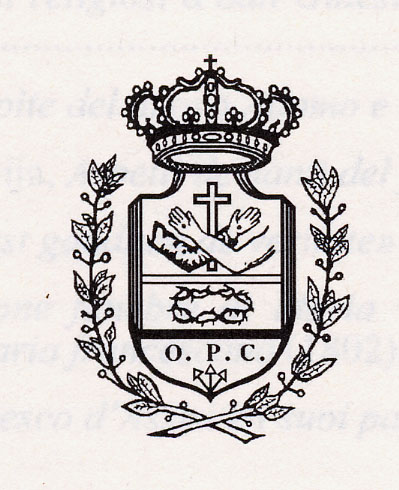
Stemma del TOR Terzo Ordine Regolare di San Francesco

I Frati della Carità detti "Frati Bigi" (o semplicemente "Bigi", dal colore grigio del loro abito) erano un istituto religioso maschile di diritto pontificio, in attività dal 1859 al 1972.

## Storia
La congregazione venne fondata l'8 dicembre 1859 dal francescano Ludovico da Casoria (1814-1885, canonizzato nel 2014) e riservata agli uomini, così come la congregazione delle Elisabettine Bigie venne in seguito fondata per le donne (1862).
I primi “frati bigi” erano fratelli laici, ma in seguito si aggiunsero alcuni sacerdoti. Essi professavano la regola del Terz'ordine francescano con particolare cura per l'istruzione dei giovani popolani in condizioni disagiate e l'assistenza agli infermi.
I primi luoghi di destinazione dei frati furono l'ospedale degli Incurabili di Napoli e quello militare di Caserta. 
In seguito furono in prima linea nelle più importanti fondazioni a Napoli, Sorrento, Assisi, Roma e Firenze, nonché, dal 1861, impegnati nell'opera missionaria in Africa. 
Ai frati, Ludovico da Casoria aggiunse nel 1866 le Suore Bigie, per molti versi corrispettivo femminile della congregazione maschile: tra le loro mansioni vi erano la preghiera per i moribondi, il seppellimento e l'esumazione dei morti e la preghiera per le loro anime (da ciò derivò loro il soprannome di “ausiliatrici del Purgatorio”). 
Ad esempio, a fine 1866 il fondatore, insieme ai frati, assunse la gestione del convento di Afragola, fondandovi una scuola di Arti e Mestieri per gli Accattoncelli, una scuola esterna, un piccolo ospedale e una casa per anziani. 
Alle due congregazioni Ludovico da Casoria affidò quindi la gestione dei numerosi collegi e istituti di carità da lui fondati, che fiorirono in modo stupefacente nell'area centromeridionale della penisola, raggiungendo complessivamente il numero di oltre 200, rivolti a poveri, indigenti, orfani, bambini, malati e anziani. In particolare, prima di morire, il fondatore affidò la sua opera di educazione dei bambini di colore proprio ai suoi frati.
La Congregazione fu approvata il 13 luglio 1896 da Papa Leone XIII come Istituto di voti semplici ed ottenne piena autonomia nel 1934. 
Nonostante la discreta presenza (nel 1961 contava 10 case e 46 religiosi), fu soppressa dalla Sacra Congregazione per i religiosi e gli istituti secolari con il decreto n. 14394/67-N.16 del 15 febbraio 1972 (riconosciuto, poi, con il D.P.R. n. 341 del 24 giugno 1975).
Oggi, l’opera dei “frati bigi” è continuata dalle Suore Bigie che fioriscono ancora e sono in fase di espansione, con case in Italia, America e India.